# Räbeliechtli

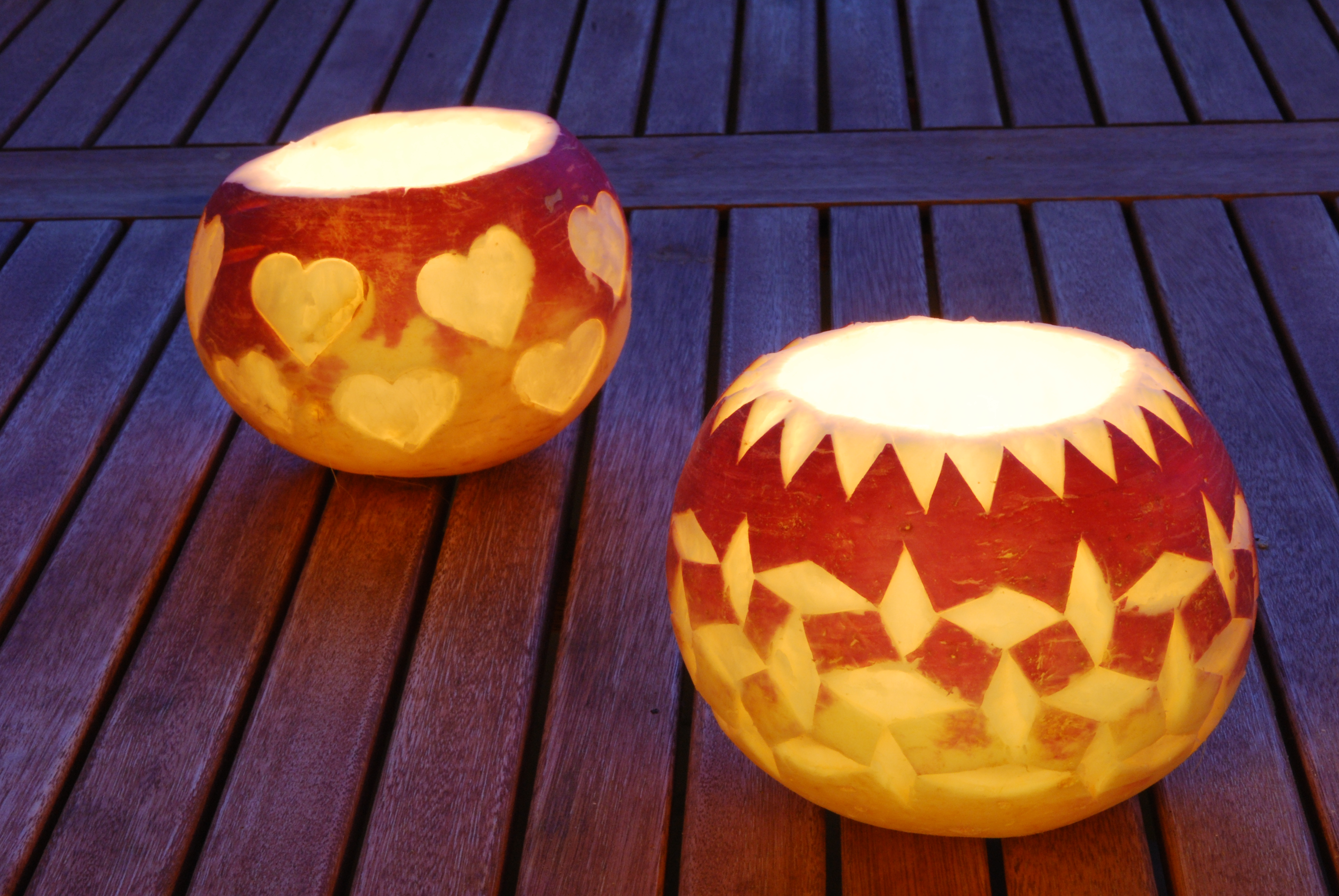
Räbeliechtli

Als Räbeliechtli (deutsch Räbenlichtlein) bezeichnet man im alemannischen Raum eine traditionelle Laterne, gefertigt aus Herbstrüben (alemannisch Räbe). Rüben nahmen im Mittelalter die gleiche Stellung in der Grundernährung ein wie die heutige Kartoffel. Aus Anlass des Einbringens der letzten Feldfrüchte im November stellen die Kinder in verschiedenen Schweizer Kantonen solche Laternen her.

## Herkunft und Herstellung

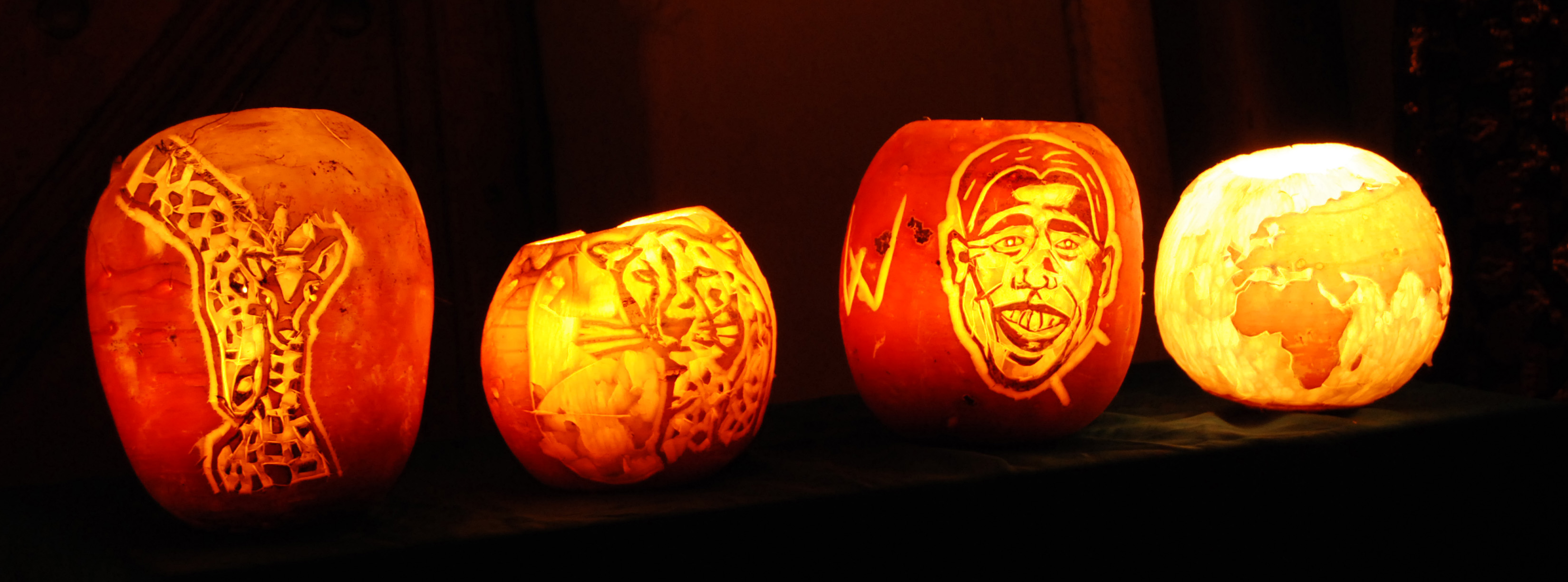
Räbeliechtli am Strassenrand der Räbechilbi in Richterswil

Heute hat die Räbe ihre Bedeutung als Grundnahrungsmittel verloren. Die Lichter werden aus der Rübe geschnitzt. Dazu werden sie zuerst mit einem Löffel ausgehöhlt und dann mit einem spitzen Messer aus der violetten Haut Sujets herausgelöst. Als Sujets dienen traditionell hauptsächlich die auch in den Liedern besungenen Sonne, Mond und Sterne.
Während diese Arbeit früher vor allem zu Hause im Kreise der Familie verrichtet wurde, hat sie sich – wie auch die Umzüge – stark in örtliche Jugendvereine, Schule und Kindergarten verlagert. Die Räben werden oft von der Schule oder örtlichen Verkehrs- oder Gewerbevereinen der Jugend zur Verfügung gestellt.

## Umzüge
Die Räbeliechtli werden an drei Schnüren aufgehängt, welche zu einem Knoten zusammengebunden und an diesem getragen werden. Teilweise wird zusätzlich auch ein Stock verwendet. So werden die mit einem Kerzchen bestückten Räbeliechtli von den Kindern durch die dunklen Strassen getragen, wobei das Licht vor allem bei den Sujets durch die dünnen Wände scheint. Bei der heute üblichen Strassenbeleuchtung wird oft ein Abend im November für einen Räbeliechtliumzug reserviert, an welchem die Strassenbeleuchtung ausgeschaltet wird. Nach den Umzügen werden die Räbeliechtli ins Fenster gestellt, bis die Kerze heruntergebrannt ist. Oft werden die Umzüge in der Familie oder Nachbarschaft allabendlich wiederholt, bis die Lichter verschrumpelt sind und kompostiert werden.
Zu den Umzügen gehören auch die entsprechenden Lieder, wie etwa Ich geh’ mit meiner Laterne, das ebenfalls schriftdeutsche Laterne, Laterne, Sonne, Mond und Sterne oder auf alemannisch Rääbeliechtli, wo gaasch hii?
Die Tradition der Umzüge reicht offenbar in die Mitte des 19. Jahrhunderts zurück. So ist in der Gemeinde Richterswil überliefert, dass die ersten Umzüge rund um 1860 stattgefunden hätten. Vorher seien die Räbeliechtli von einzelnen Personen verwendet worden, um im Dunkeln den Weg in den Abendgottesdienst zu finden.

## Internationale Verbreitung
Im Übrigen europäischen Festland sind Räbelichter nicht verbreitet. Jedoch werden auf der Isle of Man zum Festival Hop-tu-Naa am 31. Oktober ebenfalls eine Räbeliechtli gefertigt. Dabei werden häufig Hexen und furchterregende Symbole in die Räben geschnitzt, vermutlich in Anlehnung an das irische Halloween.